# Microspingus lateralis
La monterita culirrufa (Microspingus lateralis) es una especie de ave paseriforme de la familia Thraupidae perteneciente al género Microspingus, antes situada en Poospiza. Es endémica del sureste de Brasil. 

## Distribución y hábitat
Se distribuye por la Serra do Mar en las tierras altas desde el sur de Espírito Santo y noreste de Minas Gerais hasta el noreste de São Paulo en Brasil.
Esta especie es considerada bastante común en su hábitat natural: los bordes forestales y bosques en la Serra do Mar, hasta los 2100 metros de altitud.

## Sistemática

### Descripción original
La especie M. lateralis fue descrita por primera vez por el naturalista alemán Alexander von Nordmann en 1835 bajo el nombre científico Fringilla lateralis; su localidad tipo es: «Río de Janeiro, Brasil».

### Etimología
El nombre genérico masculino «Microspingus» se compone de las palabras griegas «μικρος mikros» que significa pequeño y «σπιγγος, σπιζα spingos» que es el nombre común del ‘pinzón vulgar’; y el nombre de la especie «lateralis», del latín: significa lateral, del lado.

### Taxonomía
Es monotípica, ya fue considerada conespecífica con Microspingus cabanisi, quien fue separada de la presente con base en diferencias morfológicas y de vocalización y aprobado en la Propuesta N° 387 al Comité de Clasificación de Sudamérica (SACC).
La presente especie, junto a otras seis, fueron tradicionalmente incluidas en el género Poospiza, hasta que en los años 2010, publicaciones de filogenias completas de grandes conjuntos de especies de la familia Thraupidae basadas en muestreos genéticos, permitieron comprobar que formaban un clado fuertemente soportado por los resultados encontrados, lejano al resto de las especies del género que integraban; para individualizarlo genéricamente, Burns et al. (2016) propusieron la resurrección del género Microspingus. El reconocimiento del género resucitado y la inclusión de especies fue aprobado en la Propuesta N° 730.14 al Comité de Clasificación de Sudamérica (SACC).